# رود روژ (انتاریو)
رود روژ (به انگلیسی: Rouge River) یک رود در کانادا است که در تورنتو واقع شده‌است.